# 华家池
华家池座落在浙江大学华家池校区内，校区由此得名，它有“小西湖”之称。

## 简介
明清时期，华家池是庆春门外面积最大的一个池塘。1934年浙江大学农学院从笕桥迁至华家池，于是池边建立起许多新校舍。
华家池周围校舍林立、花木掩映、绿草如茵，是中国高校中最美的花园式校园之一。1993年浙江农业大学被全国绿化委员会授予“全国部门造林绿化300佳单位”称号，《国家人文地理》把浙大华家池列为中国高校66个最美的地方之一。
华家池植物园位于华家池西北面，它创建于1929年，是中国最早建立的植物园。